# Nghiện tình yêu

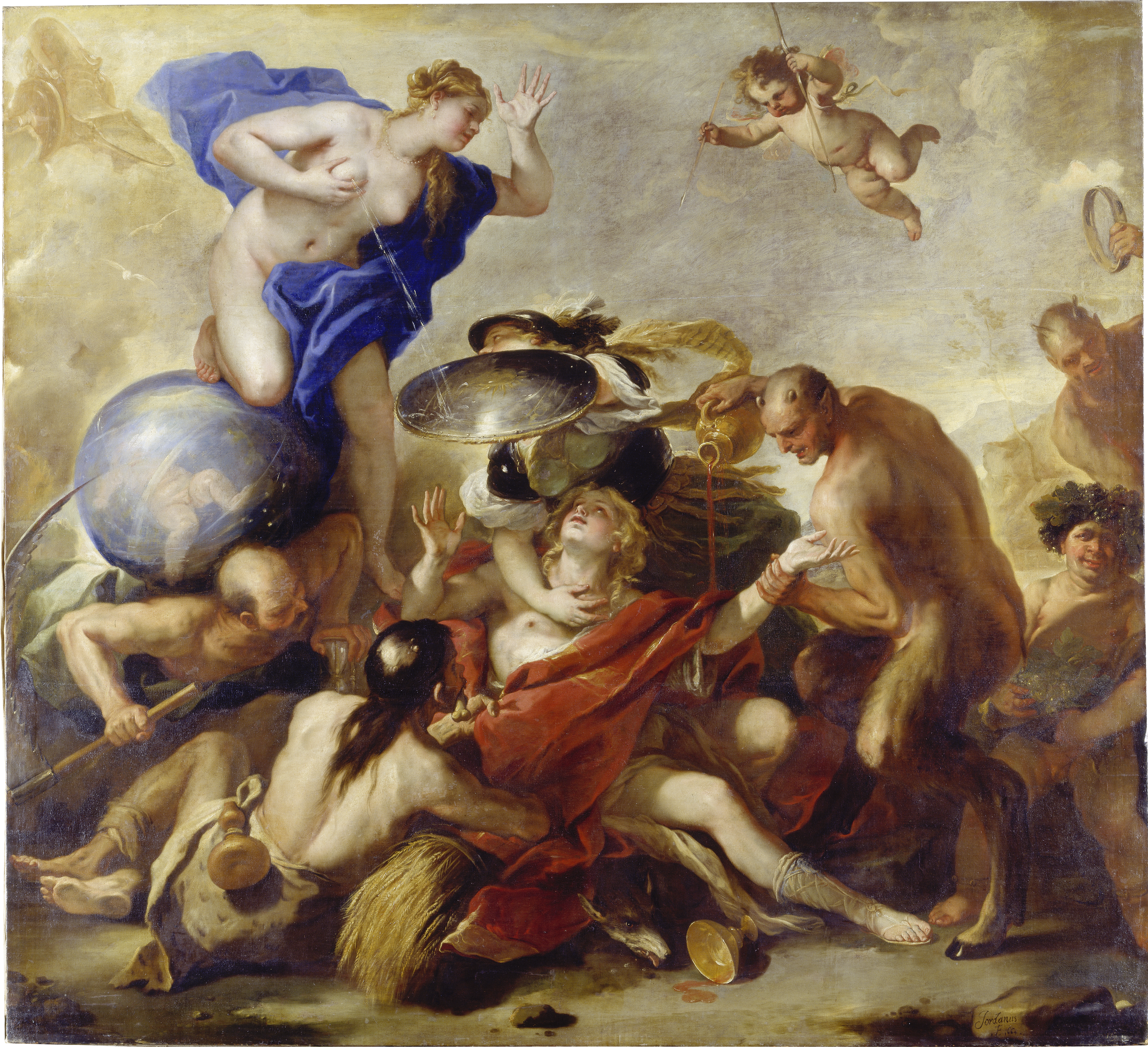
Hoạ phẩm về một nam thanh niên trẻ bị nghiện tình yêu

Nghiện tình yêu (Love addiction) là một khái niệm rối loạn tâm thần được đề xuất liên quan đến các mối quan hệ tình yêu được đặc trưng bằng sự khổ đau nghiêm trọng và tìm kiếm đam mê có vấn đề bất chấp những hậu quả bất lợi. Các học giả hiện không đồng ý về định nghĩa chính xác của chứng nghiện tình yêu hoặc khi nào cần điều trị. Đây là một thuật ngữ tâm lý học hiện đại, mô tả một dạng hành vi có tính chất cưỡng chế, trong đó một người trở nên ám ảnh và phụ thuộc quá mức vào một đối tượng tình cảm và quá lụy tình. Người nghiện yêu dùng mối quan hệ lãng mạn như một liều thuốc để thoát khỏi nỗi đau nội tâm, sự trống rỗng, và cảm giác thiếu thốn giá trị bản thân. Họ có xu hướng lý tưởng hóa đối phương và mối quan hệ, đồng thời có nỗi sợ hãi tột độ về việc bị bỏ rơi. Khi không có tình yêu, họ cảm thấy cuộc sống vô nghĩa và rơi vào trạng thái cai nghiện đau khổ, thất tình. Nghiện tình yêu có thể trái ngược với tình yêu nồng nàn (giai đoạn đầu của tình yêu lãng mạn) có thể mãnh liệt nhưng vẫn mang tính xã hội và tích cực khi được đáp lại.  Nghiên cứu về sinh học của tình yêu lãng mạn chỉ ra rằng tình yêu nồng nàn giống như một nghiện hành vi, nhưng nó đã tiến hóa nhằm mục đích gắn kết các cặp đôi.

## Đại cương
Dưới góc nhìn của Carl Jung thì đây là một cuộc khủng hoảng sâu sắc của tâm hồn đưa đến cái kết đắng của người đàn ông nghiện tình yêu chính là bi kịch của việc phóng chiếu (Projection) Anima một cách vô thức. Khi gặp một người phụ nữ mang những đặc điểm tương ứng với hình mẫu Anima của mình, anh ta sẽ lập tức phóng chiếu toàn bộ "linh hồn" của mình lên cô ấy. Anh ta không thực sự yêu con người thật của cô, mà yêu chính cái hình ảnh về "người phụ nữ trong mơ", "người trong mộng" bấy lâu người mà anh ta tin rằng sẽ lấp đầy sự rỗng tuếch và khiến anh ta cảm thấy trọn vẹn. Mối quan hệ này ban đầu mang lại một cảm giác mãnh liệt, ngây ngất, là sự phải lòng của anh ta. Dần dà, anh ta đánh mất bản sắc, mục tiêu, các mối quan hệ khác và dần trở nên hoàn toàn phụ thuộc vào sự tồn tại và chấp thuận của người kia. Anh ta không còn là chính mình, đánh mất bản thân mình mà trở thành một hình bóng lẽo đẽo chạy theo đối tượng tình yêu. Và rồi khi người phụ nữ đó bộc lộ con người thật của mình, với những ham muốn dục vọng và ảo mộng về gã trai hư hỗn loạn, bội bạc, khi đó, hình chiếu sụp đổ, ảo mộng tan biến, không chỉ là một sự thất vọng, mà là một cú sốc tận gốc rễ tâm hồn, anh ta rơi vào trạng thái đau khổ, ám ảnh, ghen tuông bệnh hoạn và cố gắng níu kéo một cách tuyệt vọng, không phải vì yêu, mà vì sợ hãi phải đối mặt với sự trống rỗng bên trong mình.
Lịch sử hiện đại của khái niệm người nghiện tình yêu mà bỏ qua những người đi trước như câu nói của Robert Burton rằng "tình yêu kéo dài chỉ là sự điên rồ". Nghiên cứu của Freud về Sergei Pankejeff (Người sói) đã nhấn mạnh "khả năng của ông ta đối với các cơn đau khổ cưỡng chế phải lòng về mặt thể xác... một cơn đau khổ cưỡng chế phải lòng đến và đi qua bằng những cơn đột ngột" nhưng chính Sandor Rado là người đầu tiên phổ biến thuật ngữ "kẻ nghiện tình yêu" (Love addict) vào năm 1928 khi ông viết: "một người có nhu cầu về tình yêu, sự giúp đỡ, sự hỗ trợ nhiều hơn tăng nhanh chóng khi những người thất vọng xung quanh cố gắng lấp đầy thứ thực chất là một khoảng trống bên trong khủng khiếp và không thể thỏa mãn", kể cả Søren Kierkegaard trong tác phẩm Works of Love (1847) nói rằng "Tình yêu [lãng mạn] tự phát khiến con người trở nên tự do và ngay sau đó trở nên phụ thuộc... tình yêu tự phát có thể trở nên bất hạnh, có thể đạt đến mức tuyệt vọng". Một cuộc điều tra y khoa năm 2010 kết luận rằng bằng chứng y khoa vào thời điểm đó không có định nghĩa hoặc tiêu chí nào để phân loại nghiện tình yêu là một rối loạn. Hơn nữa, các tác giả cho rằng có nguy cơ hiểu lầm và "y khoa hóa quá mức" những người trải qua tình trạng này. Chưa bao giờ có tài liệu tham khảo nào về nghiện tình yêu trong Cẩm nang Chẩn đoán và Thống kê Rối loạn Tâm thần (DSM), một tuyển tập các rối loạn tâm thần và tiêu chuẩn chẩn đoán do Hiệp hội Tâm thần Hoa Kỳ xuất bản.